# WinDiff
WinDiff è un programma per il confronto di files e cartelle, creato da Microsoft (dal 1992), distribuito con il Microsoft Windows support tools.